# Sot dels Arços (Bertí)
El Sot dels Arços és un sot, o vall estreta i feréstega, i un torrent del terme municipal de Sant Quirze Safaja, a la comarca del Moianès. Pertany al territori del poble rural de Bertí.
És a la dreta del torrent del Sot del Grau, al sud-oest del territori de Bertí. Està situat a prop del límit oriental del terme municipal i també del del poble de Bertí. Discorre a llevant del Serrat de les Escorces, deixant a la dreta Ca l'Esmolet i el Clascar, i a l'esquerra el Sot del Grau. S'aboca en el torrent del Sot del Grau al sud-est de la Solella del Clascar.